# Nossa Senhora do Pranto
Nossa Senhora do Pranto est une freguesia portugaise située dans le District de Santarém.
Elle est issue de la fusion en 2013 des freguesias de Dornes (pt) et Paio Mendes (pt).
Avec une superficie de 30,48 km2 et une population de 1 089 habitants (2011), la paroisse possède une densité de 35,7 hab/km2.